# Vlag van Ústí nad Labem

Vlag van Ústí nad Labem (ratio 2:3)

De vlag van Ústí nad Labem (Ústí aan de Elbe, een bestuurlijke regio in het noordwesten van Tsjechië) is, net als alle andere Tsjechische regionale vlaggen (uitgezonderd de vlag van Praag), ingedeeld in vier kwartieren. De vlag is sinds 9 april 2002 in gebruik.
Het eerste kwartier toont de leeuw van Bohemen, die ook op het wapen van Tsjechië staat. Het is een zilveren leeuw met een dubbele staart op een rood veld. Deze leeuw staat ook centraal in het vierde kwartier, maar de weergave hier is (na enkele aanpassingen) overgenomen van het wapen van de regionale hoofdstad Ústí nad Labem, dat hier links staat afgebeeld.
In het tweede kwartier staat een witte toren met een poort. Deze symboliseert de Poort van Bohemen, waarmee bedoeld wordt dat ten tijde van het Boheemse koninkrijk de wegen tussen Praag en West-Europa via de regio Ústí nad Labem liepen. De poort heeft zeven kantelen; dit is een verwijzing naar de zeven districten waarin de regio is onderverdeeld (Děčín, Chomutov, Litoměřice, Louny, Most, Teplice en Ústí nad Labem). De heuvels op de achtergrond staan voor de heuvels in het noorden van Bohemen, in het bijzonder het Boheems Middelgebergte, het Ertsgebergte en het Lausitzergebergte. De golvende lijnen staan voor de rivieren in de regio, met name de Elbe en de Eger.
Het derde kwartier toont een witte ploeg op een groene bodem voor een blauwe lucht. Dit is een verwijzing naar Přemysl de Ploeger, de mythische voorouder van de Přemysliden-dynastie die eeuwenlang over Bohemen regeerde. De verhouding tussen het blauw en het groen in dit kwartier is 7:3.